# Hysteropterum royeri
Hysteropterum royeri är en insektsart som beskrevs av De Bergevin 1921. Hysteropterum royeri ingår i släktet Hysteropterum och familjen sköldstritar. Inga underarter finns listade i Catalogue of Life.